# Chambray
Chambray es una localidad y comuna francesa situada en la región de Alta Normandía, departamento de Eure, en el distrito de Évreux y cantón de Vernon-Nord.

## Demografía
| 340 | 300 | 336 | 383 | 372 | 372 |
| Para los censos de 1962 a 1999 la población legal corresponde a la población sin duplicidades (Fuente: INSEE [Consultar]) |     |     |     |     |     |